# OpenOffice.org Writer
Apache OpenOffice Writer познат преди 2011 като OpenOffice.org Writer е текстообработващата програма в пакета Apache OpenOffice. Writer е подобна на Microsoft Word и WordPerfect на Corel.
Както целият пакет Apache OpenOffice, така и Writer може да бъде използван върху разнообразие от платформи, включващи Microsoft Windows, Mac OS X, Linux, FreeBSD, Irix и Solaris. Пуснат под лиценз Apache V2, Writer е софтуер с отворен код.